# Tänk om jag gifter mig med chefen!
Tänk om jag gifter mig med chefen! är en amerikansk film från 1940 i regi av William A. Seiter.

## Handling
Stephen Dexter ber sin sekreterare Kendal gifta sig med honom sedan en konkurrent hotar att köpa upp hans cementbolag. Tanken är att skriva över tillgångarna på frun för att hindra affären. Men Kendal som älskar Stephen på riktigt har egna planer.

## Rollista
- Rosalind Russell - Kendal
- Brian Aherne - Stephen Dexter
- Virginia Bruce - Phyllis Walden
- Robert Benchley - Roger Van Horn
- John Carroll - Jose de Briganza
- Hobart Cavanaugh - William
- Richard Lane - McNab
- William B. Davidson - Mumford